# Flora (fleuve)
Pour les articles homonymes, voir Flora.

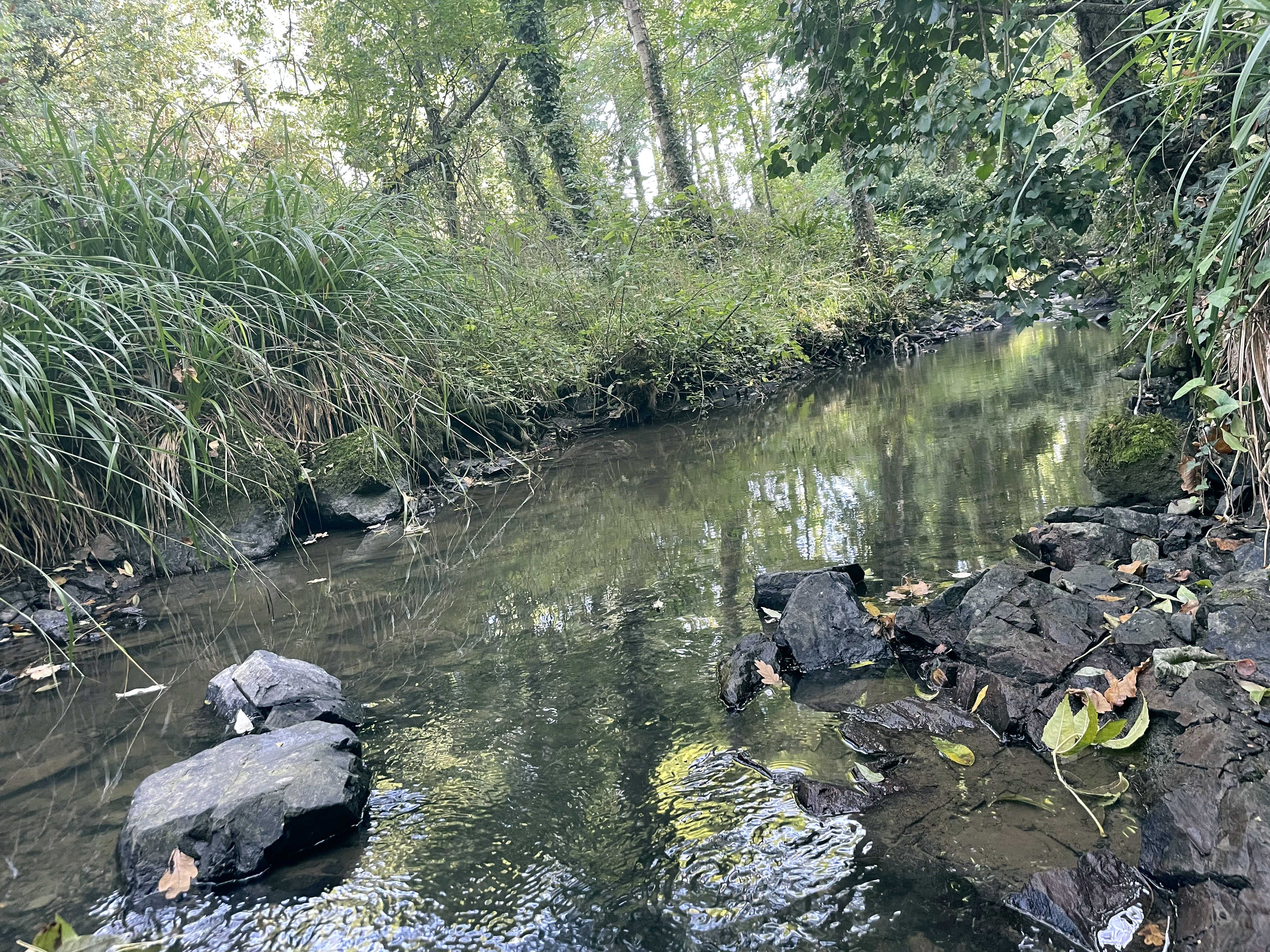
La Flora à un kilomètre de l'embouchure

La Flora est un fleuve côtier français qui coule en Bretagne, dans le département des Côtes-d'Armor, et se jette dans la Manche, en baie de Saint-Brieuc.

## Description
La Flora prend sa source à 110 mètres d'altitude sur la commune de Saint-Alban, 300 mètres au sud-est du lieu-dit la Chapelle Anizan.
À son embouchure, à Dahouët (commune de Pléneuf-Val-André), la Flora prend la forme d'un étang aménagé en base nautique pour les enfants. Ses rives accueillent des équipements de loisirs (araignée, cochon à bascule, port miniature).
Longue de 10,2 km, la Flora n'arrose que ces deux communes.